# Naučná stezka Geologický park v Mariánských Lázních
Naučná stezka Geologický park v Mariánských Lázních je pojmenování naučné stezky v Karlovarském kraji v okrese Cheb na okraji Mariánských Lázní. Volně přístupná naučná stezka je zaměřena na geologickou stavbu, různorodost hornin a geobotaniku Slavkovského lesa. V průběhu let 1986 až 1987 byly v terénu odebírány ukázky hornin. Po následných úpravách došlo k jejich umístění na určená místa. Naučná stezka byla otevřena v létě 1988. Geologický park se stal svým rozsahem jedinou expozicí svého druhu ve střední Evropě.

## Popis

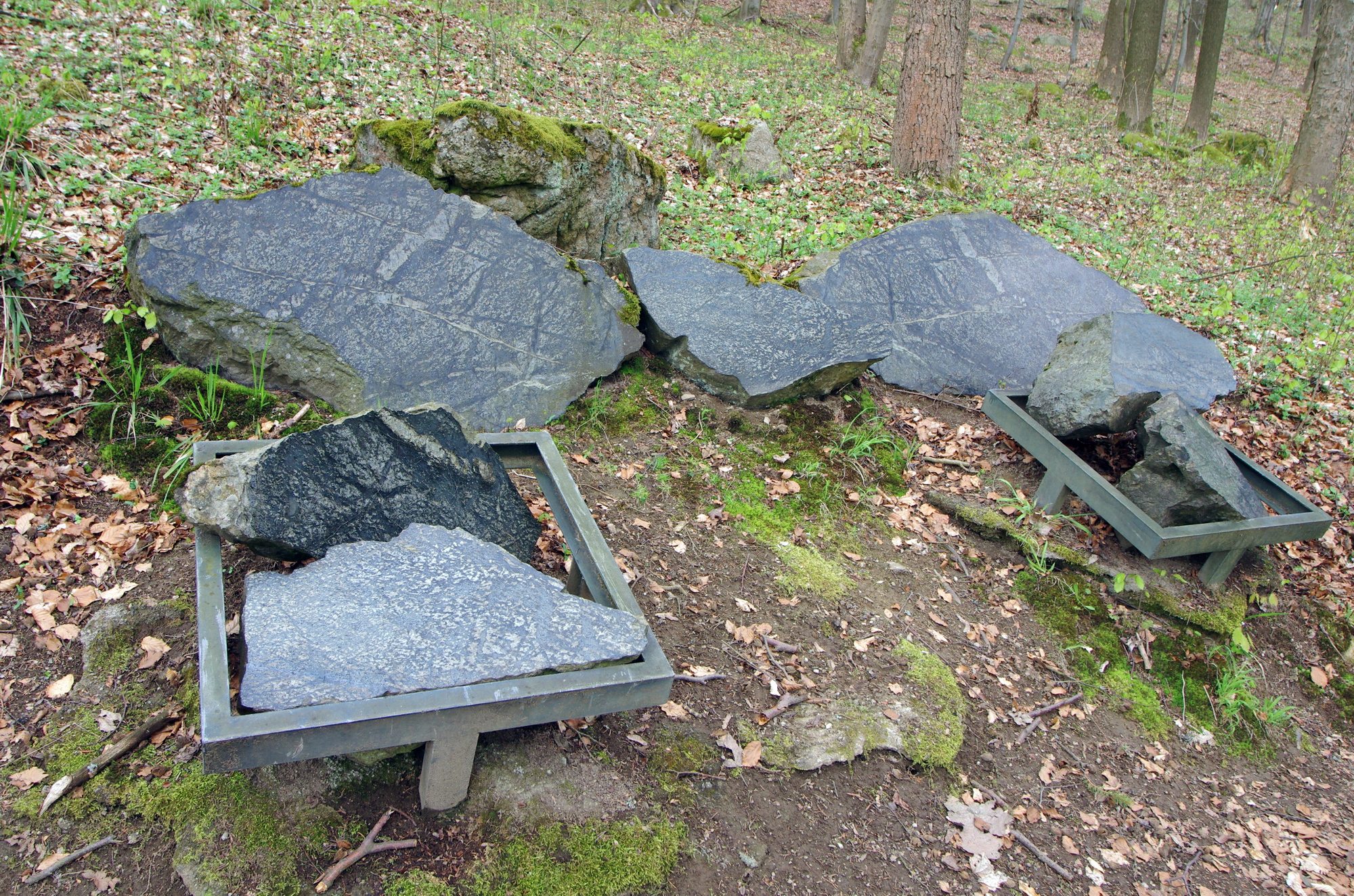
vyleštěné bloky hadce

Naučná stezka se nachází na jihozápadním svahu Žižkova vrchu (748 m n. m.) v CHKO Slavkovský les a prochází jižním okrajem přírodní rezervace Žižkův vrch. Je vedena ve svahu lesoparku po upravených lesních pěšinách a její délka činí přibližně 1,5 km.
Ve volné přírodě je na ploše 10 ha umístěno 316 bloků hornin, z nichž největší váží 16 tun. Většina horninových bloků je v původním neopracovaném stavu, část balvanů má upravenou leštěnou plochu. Na vyleštěných plochách je vidět struktura příslušné horniny.
Na trase naučné stezky je umístěno 24 informačních tabulí, z toho 21 tabulí s informacemi o horninách, další tabule se věnují vegetaci. Rostliny a keře v okolí prezentace hornin byly vybrány tak, aby odpovídaly skutečnému výskytu odpovídajícímu geologickému podkladu v místě prezentovaných hornin. Jedna informační tabule seznamuje návštěvníky naučné stezky se symbolickým hřbitovem občanů Mariánských Lázní padlých za první světové války.
Podrobné popisy hornin, místa odkud hornina pochází, jsou kromě češtiny i v angličtině a němčině. Na informačních tabulích jsou kromě textů i obrázky, kde jsou očíslované jednotlivé horninové bloky s popisem místa, odkud byly tyto bloky dovezeny. Jsou zde rovněž podrobné informace o horninovém podloží Slavkovského lesa, které ovlivňuje kvalitu zdejších minerálních vod.
Nedaleko zastavení č. 2 naučné stezky se nachází pomník s vázou z roku 1985 a obnovenou deskou z roku 2006 (z původního pomníku z roku 1835 se zachoval pouze základový kvádr), věnovaný hraběti Arnoštovi z Valdštejna-Vartenberka, který zemřel v roce 1832 při svém pobytu v Mariánských Lázních a byl příbuzným vojevůdce Albrechta z Valdštejna.
Stezka začíná nad budovou městského muzea Mariánské Lázně, kde i končí. U vstupu na naučnou stezku je umístěn informační panel Česko-bavorského geoparku s plánkem trasy naučné stezky. K naučné stezce je rovněž dobrý přístup z parkoviště u hotelu Savoy v Chopinově ulici. Na nenáročné stezce jsou na několika místech umístěny lavičky, které nabízejí posezení. O geologickém parku byl natočen dvacetiminutový film. Ten se dá zhlédnout v městském muzeu v Mariánských Lázních.

## Zastavení
| - 1. Horská žula - 2. Žulový porfyr - 3. Krušnohorská žula - 4. Muskovitická žula - 5. Albitická žula - 6. Greisen - 7. Křemenná žilovina - 8. Biotická ortorula - 9. Migmatitická rula - 10. Pararula - 11. Dvojslídný svor - 12. Erlan - 13. Kontaktní rohovec | - 14. Kvarcit - 15a. Amfibolit - 15b. Eklogit - 16. Amfibolová rula - 17. Čedič – sloupcový rozpad - 18. Čedič - 19. Hadec (serpentinit) - 20. Hadec (serpentinit) - 21. Symbolický hřbitov - 22. Kamenný proud – přirozená akumulace žulových balvanů - 23. Lesní vegetace - 24. Lesní květena |  |  |

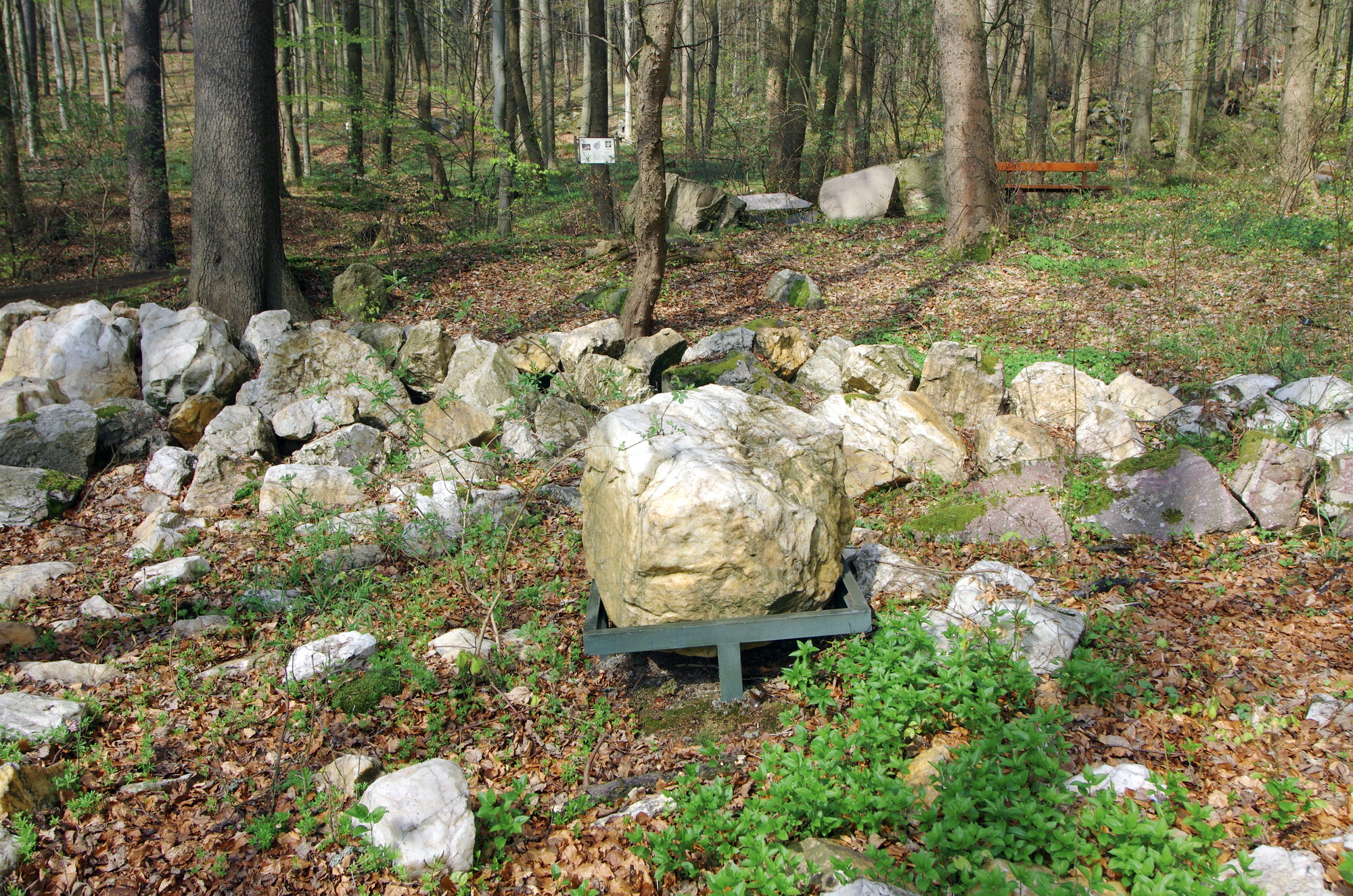
zastavení č. 7 křemenná žilovina

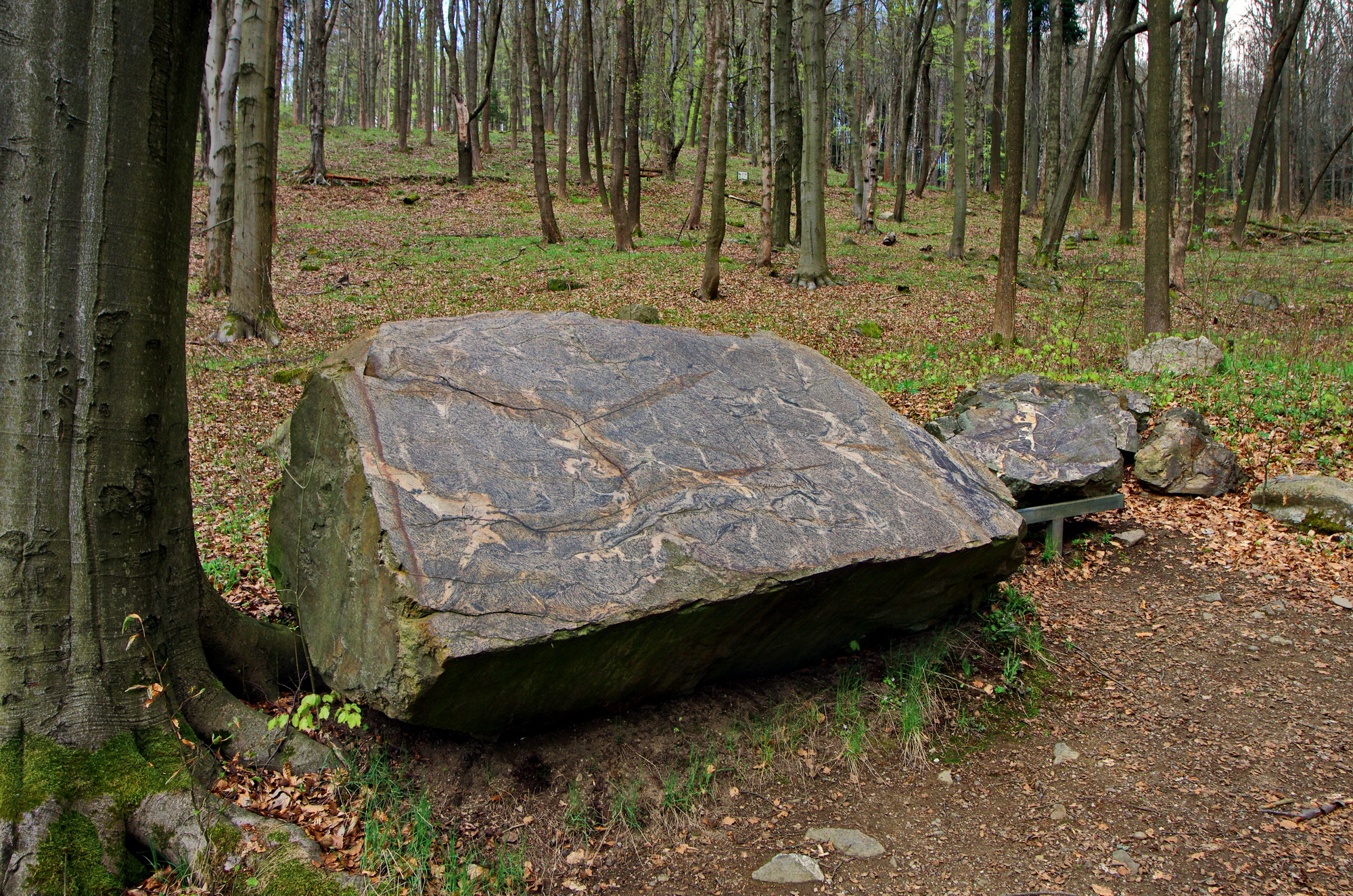
zastavení č. 9 migmatitická rula

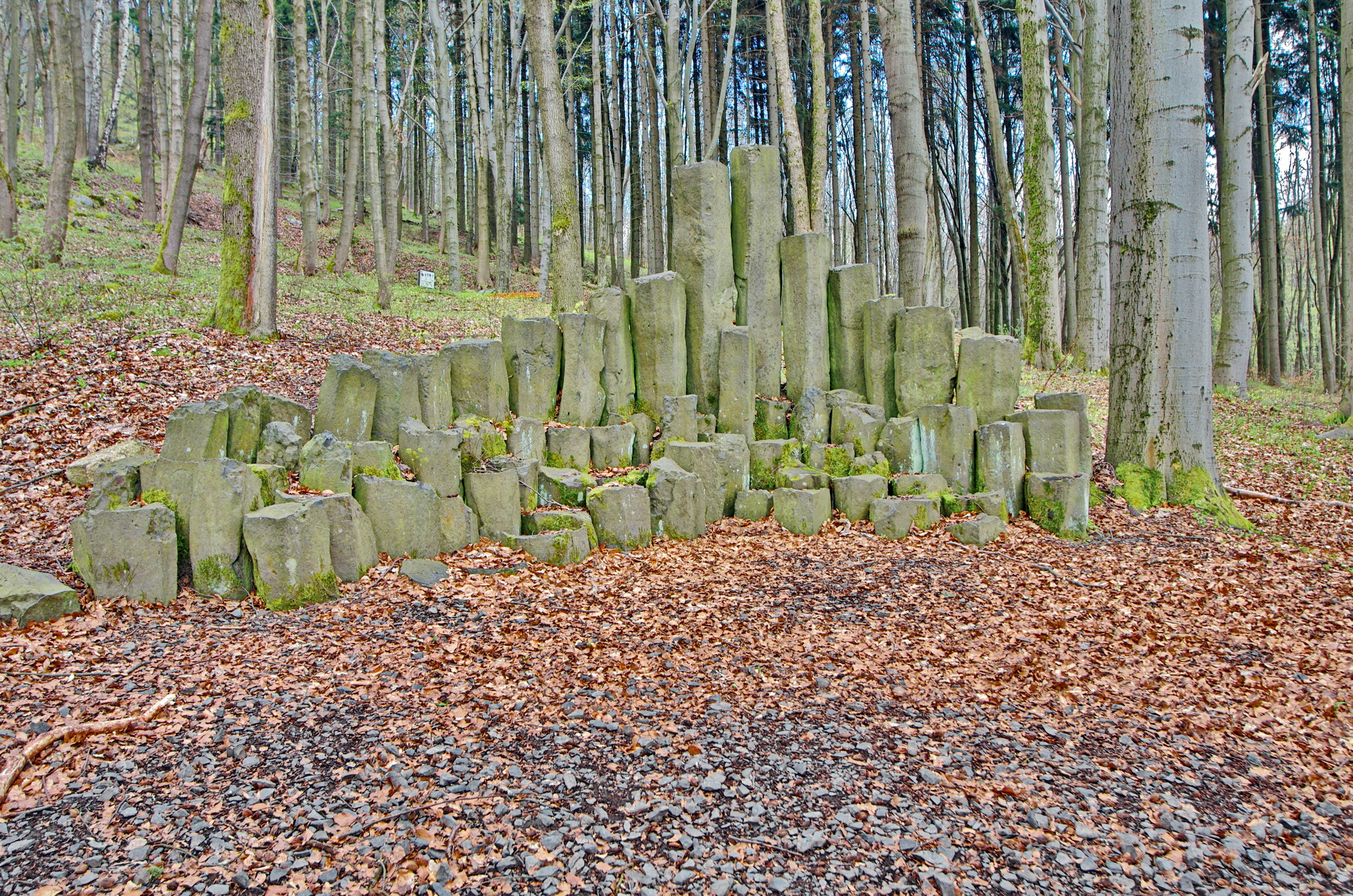
zastavení č. 17 čedičové sloupy

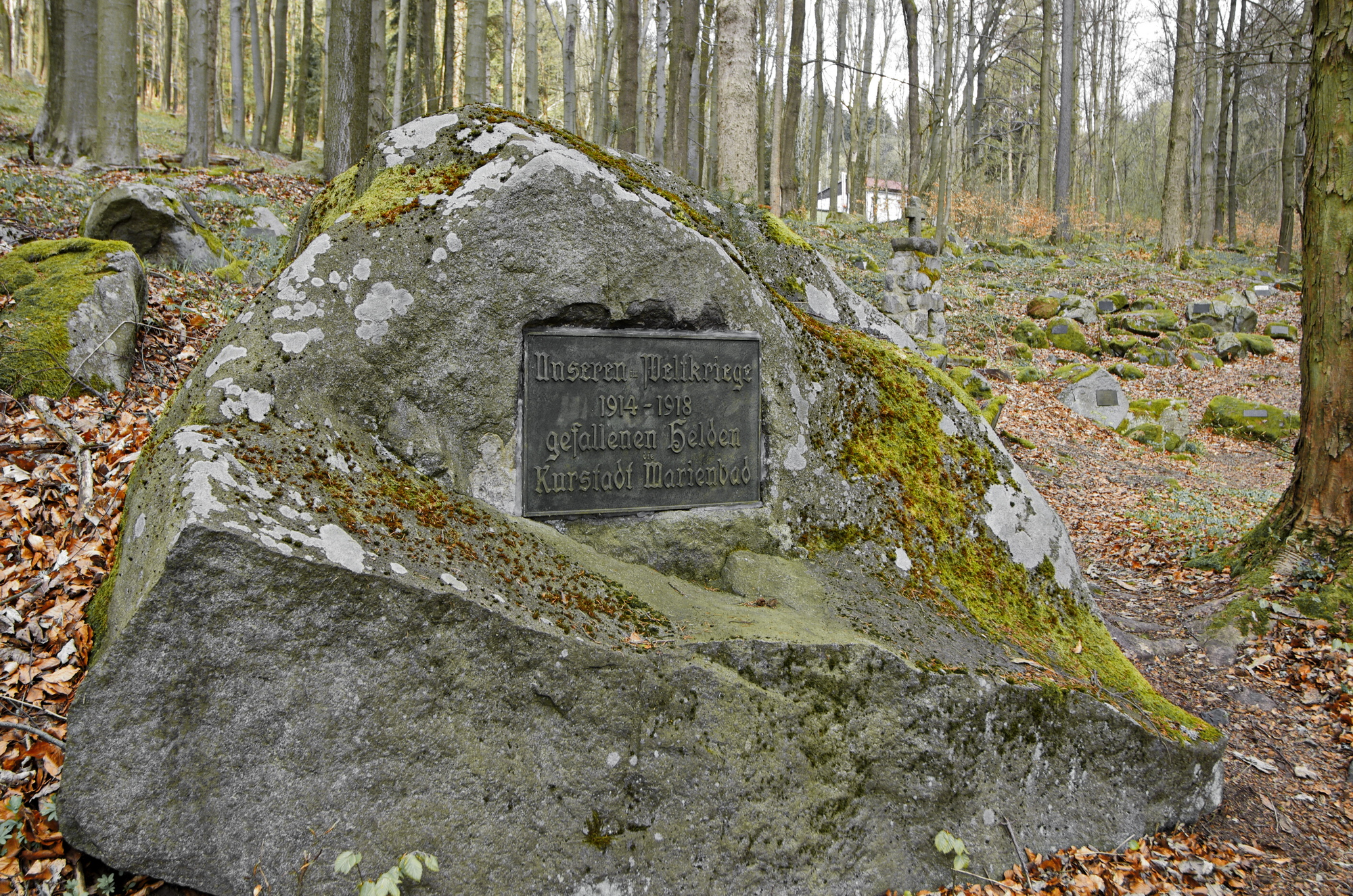
zastavení č. 21 symbolický hřbitov

## Přístup
Geologický park se nachází ve spodní části svahu Žižkova vrchu (748 m n. m.), mezi severním okrajem města a chráněným územím přírodní rezervace Žižkův vrch, pouhých asi 250 metrů od budovy Městského muzea v Mariánských Lázních na Goethově náměstí, kde v lesoparku nad muzeem je i začátek naučné stezky.